# Giulio Bevilacqua

Giulio Bevilacqua, CO, (Isola della Scala, 14 november 1881 – Brescia, 6 mei 1965) was een Italiaans geestelijke en kardinaal van de Katholieke Kerk.
Bevilacqua was een zoon uit een koopmansgezin. Hij studeerde aan de Katholieke Universiteit Leuven en het seminarie van Brescia. Na zijn studies trad hij toe tot de orde van de Oratorianen. Hij werd op 13 juni 1908 tot priester gewijd. In Brescia deed hij vervolgens pastoraal werk, totdat hij tijdens de Eerste Wereldoorlog als aalmoezenier dienst moest nemen in het Italiaanse leger. Hij werd in 1916 krijgsgevangen genomen en keerde in 1918 terug naar Brescia. Daar leerde hij Giovanni Battista Montini, de latere paus Paulus VI kennen. In 1928 zouden de twee gezamenlijk een appartement betrekken in Rome. Bevilacqua had zich namelijk in Brescia doen kennen als een felle anti-fascist en was door het Vaticaan naar Rome geroepen, zowel om hemzelf te beschermen tegen de fascisten, als om de broze betrekkingen tussen de Heilige Stoel en het regime van Mussolini niet verder te belasten. Bevilacqua en Montini bleven samenwonen, totdat de laatste zozeer geklommen was binnen de rijen van de Romeinse Curie dat hij een eigen appartement kon betrekken in het Vaticaan.
Toen Montini tot paus gekozen was, wilde hij zijn oude vriend en mentor eer bewijzen en besloot hem - Bevilacqua was inmiddels alweer lang parochiepastoor in Brescia - tot kardinaal-diaken te verheffen. Dat gebeurde tijdens het consistorie van 22 februari 1965. Pro forma werd don Giulio tot titulair bisschop van Gaudiaba en tot bisschop-coadjutor van Brescia benoemd. De San Girolamo della Carità werd zijn titeldiakonie. Onderwijl zou Bevliacqua gewoon priester blijven van zijn eigen parochie, waar hij zijn parochianen beloofde nooit in iets anders dan zijn zwarte soutane te verschijnen. 
Daags na de plechtige viering in de Sint-Pietersbasiliek liet paus Paulus een klein cadeautje bezorgen bij zijn oude vriend. Het was een mand versierd met wit-gele linten, met daarin een jong poesje. Lang heeft Bevilacqua niet van dit diertje, noch van zijn nieuwe waardigheid kunnen genieten. Hij overleed 72 dagen na zijn creatie, op 83-jarige leeftijd.

## Noot
- Informatie over Bevilacqua ontleend aan Francis A. Burkle-Young,  Passing the keys: Modern cardinals, conclaves and the election of the next pope New York, Oxford, 1999 ISBN 1-56833-130-4, 185-186